# Agente S3S: pasaporte para el infierno
Agente S3S: pasaporte para el infierno es una película hispano-franco-italiana dirigida por Sergio Sollima. Constituyó la segunda aparición del personaje ‘agente Walter Ross’, cuyo apodo es ‘agente 3-S-3’
Color.

## Argumento
El  agente 3-S-3 es enviado a luchar contra una organización de criminales peligrosos que venden sus capacidades para el delito al mejor postor.